# Phlebia
Phlebia is een geslacht in de familie Meruliaceae. De typesoort is de oranje aderzwam (Phlebia radiata).

## Soorten
Volgens Index Fungorum telt het geslacht 89 soorten (peildatum februari 2023):
| Soortnaam                               | Auteur(s)                                | Publicatiejaar |
| --------------------------------------- | ---------------------------------------- | -------------- |
| Phlebia acanthocystis                   | Gilb. & Nakasone                         | 1998           |
| Phlebia acerina                         | Peck                                     | 1889           |
| Phlebia ailaoshanensis                  | C.L. Zhao                                | 2018           |
| Phlebia albomellea                      | (Bondartsev) Nakasone                    | 1996           |
| Phlebia alni                            | Velen.                                   | 1922           |
| Phlebia amylostratosa                   | Svrček                                   | 1973           |
| Phlebia ardesiaca                       | Parmasto                                 | 1967           |
| Phlebia argentea                        | Parmasto                                 | 1967           |
| Phlebia argentina                       | (Speg.) Rajchenb. & J.E. Wright          | 1987           |
| Phlebia argentinensis                   | W.B. Cooke                               | 1956           |
| Phlebia brevibasidia                    | G. Kaur, Avn.P. Singh & Dhingra          | 2017           |
| Phlebia brevispora                      | Nakasone                                 | 1981           |
| Phlebia brunneofusca                    | (Hjortstam & Ryvarden) Nakasone & Gilb.  | 1998           |
| Phlebia canadensis                      | W.B. Cooke                               | 1956           |
| Phlebia capitata                        | Bernicchia & Gorjón                      | 2010           |
| Phlebia caspica                         | Hallenb.                                 | 1980           |
| Phlebia castanea                        | Lloyd                                    | 1922           |
| Phlebia celtidis                        | W.B. Cooke                               | 1956           |
| Phlebia cinnamomea                      | Rick                                     | 1960           |
| Phlebia citrea                          | (Pat.) Nakasone                          | 2003           |
| Phlebia coccineofulva                   | Schwein.                                 | 1832           |
| Phlebia columellifera                   | (G. Cunn.) Duhem                         | 2009           |
| Phlebia crassisubiculata                | Avn.P. Singh, Priyanka, Dhingra & Singla | 2010           |
| Phlebia cristata                        | Velen.                                   | 1922           |
| Phlebia cystidiata                      | H.S. Jacks. ex W.B. Cooke                | 1956           |
| Phlebia diaphana                        | Parmasto ex K.H. Larss. & Hjortstam      | 1986           |
| Phlebia dictyophoroides                 | Sang H. Lin & Z.C. Chen                  | 1990           |
| Phlebia diffissa                        | J. Erikss. & Hjortstam                   | 1981           |
| Phlebia donkii                          | Bourdot                                  | 1930           |
| Phlebia epithelioides                   | P. Roberts                               | 2000           |
| Phlebia fascicularia                    | (Rick) Nakasone & Burds.                 | 1995           |
| Phlebia faviformis                      | W.B. Cooke                               | 1958           |
| Phlebia firma                           | J. Erikss. & Hjortstam                   | 1981           |
| Phlebia flavocrocea                     | (Bres.) Donk                             | 1957           |
| Phlebia floridensis                     | Nakasone & Burds.                        | 1995           |
| Phlebia formosana                       | Sheng H. Wu                              | 1990           |
| Phlebia fragilis                        | (G. Cunn.) Gorjón & Gresl.               | 2012           |
| Phlebia fuscotuberculata                | C.L. Zhao                                | 2020           |
| Phlebia gilbertsonii                    | Nakasone                                 | 1997           |
| Phlebia griseolivens                    | (Bourdot & Galzin) Parmasto              | 1967           |
| Phlebia icterina                        | P. Roberts                               | 2000           |
| Phlebia introversa                      | (Rehill & B.K. Bakshi) Hjortstam         | 1995           |
| Phlebia jurassica                       | Duhem & M. Dueñas                        | 2013           |
| Phlebia kamengii                        | Dhingra                                  | 2005           |
| Phlebia lacteola                        | (Bourdot) M.P. Christ.                   | 1960           |
| Phlebia leptospermi                     | (G. Cunn.) Stalpers                      | 1985           |
| Phlebia lilascens (Lila aderzwam)       | (Bourdot) J. Erikss. & Hjortstam         | 1981           |
| Phlebia ludoviciana                     | (Burt) Nakasone & Burds.                 | 1982           |
| Phlebia margaritae                      | Duhem & H. Michel                        | 2007           |
| Phlebia merulioides                     | Lloyd                                    | 1915           |
| Phlebia meruloides                      | Lloyd                                    | 1915           |
| Phlebia moelleriana                     | Henn.                                    | 1897           |
| Phlebia murrillii                       | W.B. Cooke                               | 1956           |
| Phlebia nantahaliensis                  | Nakasone & Burds.                        | 1995           |
| Phlebia pallida                         | (Berk. & M.A. Curtis) Ginns              | 1993           |
| Phlebia pallidolivens                   | (Bourdot & Galzin) Parmasto              | 1967           |
| Phlebia parva                           | Ghob.-Nejh.                              | 2012           |
| Phlebia patriciae                       | Gilb. & Hemmes                           | 2004           |
| Phlebia pellucida                       | Hjortstam & Ryvarden                     | 1988           |
| Phlebia phlebioides                     | (H.S. Jacks. & Dearden) Donk             | 1957           |
| Phlebia plumbea                         | Parmasto                                 | 1967           |
| Phlebia pulcherrima                     | Parmasto                                 | 1967           |
| Phlebia pyrenaica                       | Duhem                                    | 2009           |
| Phlebia radiata (Oranje aderzwam)       | Fr.                                      | 1821           |
| Phlebia rhodana                         | Duhem & B. Rivoire                       | 2014           |
| Phlebia rufa (Porieaderzwam)            | (Pers.) M.P. Christ.                     | 1960           |
| Phlebia ryvardenii                      | Hallenb. & Hjortstam                     | 1988           |
| Phlebia sedimenticola                   | (S. Ahmad) S. Ahmad                      | 1972           |
| Phlebia segregata                       | (Bourdot & Galzin) Parmasto              | 1967           |
| Phlebia separata                        | (H.S. Jacks. & Dearden) Parmasto         | 1967           |
| Phlebia serialis                        | (Fr.) Donk                               | 1957           |
| Phlebia singularisa                     | Dhingra                                  | 2005           |
| Phlebia sordida                         | Rick                                     | 1938           |
| Phlebia subceracea                      | (Wakef.) Nakasone                        | 2003           |
| Phlebia subconspersa                    | (Rick) Baltazar & Rajchenb.              | 2016           |
| Phlebia subfascicularis                 | (Wakef.) Nakasone & Gilb.                | 1998           |
| Phlebia sublilascens                    | (Litsch.) Parmasto                       | 1967           |
| Phlebia sublivida                       | Parmasto                                 | 1967           |
| Phlebia subochracea (Roodgele aderzwam) | (Bres.) J. Erikss. & Ryvarden            | 1976           |
| Phlebia subserialis                     | (Bourdot & Galzin) Donk                  | 1957           |
| Phlebia subulata                        | J. Erikss. & Hjortstam                   | 1981           |
| Phlebia tomentopileata                  | C.L. Zhao                                | 2020           |
| Phlebia totara                          | (G. Cunn.) Stalpers & P.K. Buchanan      | 1991           |
| Phlebia tremellosa (Spekzwoerdzwam)     | (Schrad.) Nakasone & Burds.              | 1984           |
| Phlebia vinosa                          | (Overh.) Burds.                          | 1990           |
| Phlebia viridesalebrosa                 | J. Erikss. & Hjortstam                   | 1981           |
| Phlebia weldeniana                      | Nakasone & Burds.                        | 1995           |
| Phlebia wrightii                        | (Berk. & M.A. Curtis) Duhem              | 2010           |
| Phlebia wuliangshanensis                | C.L. Zhao                                | 2019           |